# 陣出達朗
陣出 達朗（じんで たつろう、1907年2月14日 - 1986年4月19日）は、日本の時代小説家。第3代日本作家クラブ会長。石川県出身。
『遠山の金さん』シリーズ、『伝七捕物帳』シリーズ、『新五捕物帳』の作者として知られる。

## 来歴
小松市生まれ。本名・中村達男。兄が南満州鉄道に勤めていたため満州にわたり、奉天中学校に入学したが病気のため帰郷、金沢中学校（現・金沢高等学校）四年修了。1929年日活脚本部に入社する。のち右太プロ脚本部に転じたが、再び日活に戻る。
1933年、『さいころの政』で第12回「サンデー毎日」大衆文芸賞を受賞。1938年会社を辞し脚本家から作家に転身する。
1947年に探偵作家クラブ創設の際、捕物作家も入会するはずだったが、木々高太郎の反対で実現しなかった。そのため江戸川乱歩が横溝正史、城昌幸に助言、1949年に捕物作家クラブを設立する。その際、横溝の肝いりで浅草花やしきにて、岡本綺堂の半七塚の除幕式が行われた。初代会長は野村胡堂。副会長は土師清二、城昌幸。1955年には遠山金四郎祭を催す。1964年には書記長の佐々木杜太郎が所属作家と内紛を起こし脱退するとクラブは解消、「日本作家クラブ」として発足する。のち山手樹一郎を継いで第3代会長に就任。
1974年『夏扇冬炉』で日本作家クラブ賞、1986年死去。

## 著作リスト
- 『緋縅軍記』大道書房 1941
- 『勤皇一代女』大都書房 1942
- 『武将感状記』精文館 1943
- 『瑞穂の鷹 農神作兵衛記』精文館 1943
- 『逢魔天狗』同光社 1951 のち春陽文庫
- 『だんまり又平』東方社 1951
- 『刺青本願』同光社 1951
- 『肌恋囃子』同光社磯部書房 1951
- 『刺青新八景』東方社 1951
- 『女丹下左膳』桃源社 1951 「女左膳」
- 『逢初峠』同光社磯部書房 1952
- 『九官鳥侍』東方社 1952 のち春陽文庫
- 『美女富士』東方社 1952
- 『黄金乳房』東方社 1952
- 『東海の顔役』東方社 1952 のち春陽文庫
- 『霞流活人剣』東方社 1952
- 『愛慾奇巌城』文芸図書出版社 1952
- 『風来坊左膳』文芸図書出版社 1952
- 『豪快一代男』文芸図書 1953
- 『幽霊花火師』文芸図書 1953
- 『風流すえつむ花』徳島書房 1954
- 『怪盗まだら蜘蛛』東京文芸社 1954
- 『浮かれ頭巾』東京文芸社 1954
- 『意地つぱり駕』東京文芸社 1954
- 『犬姫様』文芸図書出版社 1954 のち春陽文庫
- 『おとめ峡伝奇』桃源社 1954
- 『ゆうれい駕籠』同光社 1954
- 『伝法六花撰』和同出版社 1955
- 『遠山の金さん』シリーズ
  - 喧嘩奉行 東京文芸社 1955 のち春陽文庫
  - はやぶさ奉行 東京文芸社 1957 のち春陽文庫
  - 火の玉奉行 同光社出版 1958 のち春陽文庫
  - 金四郎奉行シリーズ 全5巻 東京文芸社 1959
  - すっ鳶奉行 東京文芸社 1959 「すっとび奉行」春陽文庫
  - もろ肌奉行 東京文芸社 1960
  - たつまき奉行 1960 (春陽文庫)
  - さいころ奉行 東京文芸社 1961
  - おおかみ奉行 青樹社 1966
  - まぼろし奉行 青樹社 1966 のち春陽文庫
  - いなづま奉行 青樹社 1966
  - 海賊奉行 東京文芸社 1970
  - 無頼奉行 東京文芸社 1970
  - よさこい奉行 1970 (春陽文庫)
  - 遠山の金さん 北町奉行控 実業之日本社 1972
  - 江戸っ子金さん 青樹社 1974
- 『拙者の名は左膳』桃源社 1955
- 『艶説猿かに合戦』徳島書房 1955
- 『乳房呪文』みすず出版社 1955
- 『飛竜無双』東京文芸社 1955 のち春陽文庫
- 『変化九番桜』和同出版社 1955
- 『隠密姫』同光社 1955 のち春陽文庫
- 『復讐の美女鬼』和同出版社 1955 のち春陽文庫
- 『幽霊城の佝僂男』和同出版社 1955
- 『喧嘩奴』東京文芸社 1955
- 『名月佐太郎笠』東京文芸社 1955
- 『陣出達朗選集』全5巻 桃源社 1955-57
- 『利根の佐太郎』和同出版社 1956 
  - 『清水の佐太郎』 和同出版社 1957
- 『決闘地獄島』大和出版 1956
- 『刺青変化』同光社 1956
- 『花恋ひ獅子』同光社 1956
- 『女狐駕籠』東方社 1956
- 『花吹雪二刀流』和同出版社 1956
- 『鬼姫悲願』東京文芸社 1956 のち春陽文庫
- 『帯解試合』妙義出版 1956(スマイル・ブックス)
- 『謎姫行状記』東方新書 1956
- 『花笠太鼓』東京文芸社 1956
- 『剣色秘巻』東方社 1956
- 『くちぶえ侍』桃源社 1957
- 『黄金城秘文』同光社出版 1957
- 『陣出達朗長篇小説集』全3巻 同光社出版 1957-58
- 『陣出達朗作品集』全5巻 東方社 1957
- 『甲賀の密使』東方社 1957
- 『不知火頭巾』和同出版社 1957
- 『りんどう鴉』同光社(新作・大衆文学全集) 1957
- 『鍔鳴り天狗』東京文芸社 1957 のち春陽文庫
- 『富岳秘帖』桃源社 1957 のち春陽文庫
- 『乱菊微笑』東方社 1957
- 『孔雀駕籠』東京文芸社 1958 のち春陽文庫
- 『大名孔雀』桃源社 1958
- 『祇園天狗風流剣』東京文芸社 1958
- 『花笠隠密』同光社出版 1958
- 『縁切寺千一夜』桃源社 1958 のち春陽文庫
- 『修羅桜』桃源社 1959
- 『奇傑鷹の爪』桃源社 1959
- 『花の幡随院』東京文芸社 1959 「侠骨 花の幡随院長兵衛」春陽文庫
- 『天下を狙う矢』桃源社 1960
- 『血ざくら絵図』朝日書房 1960
- 『浪人おんな囃子』浪速書房 1960
- 『影の傀儡師』 桃源社 1960
- 『わんぱく大名』東京文芸社 1961 のち春陽文庫
- 『風流女房囃子』小説刊行社 1961
- 『斬人斬魔剣』光風社 1961
- 『添寝無双』三洋出版社 1961
- 『鷹天皇飄々剣』東京文芸社 1961
- 『雪の青空』三洋出版社 1962
- 『妖説からくり蝶』東京文芸社 1962
- 『さくら判官』東京文芸社 1962
- 『人間屏風』桃源社 1962
- 『逢魔頭巾』青樹社 1962
- 『女狐小判』青樹社 1963
- 『魔像殺法』東京文芸社 1963 のち春陽文庫
- 『わんぱく三度笠』東京文芸社 1963 のち春陽文庫
- 『殺法七人衆』東京文芸社 1964
- 『忍法いろは帖』東京文芸社 1964
- 『忍び殺法』東京文芸社 1964 のち春陽文庫
- 『髑髏秘文』青樹社 1965
- 『空手三四郎』双葉小説新書 1965
- 『粗忽活人剣』1965 (春陽文庫)  のち「鬼姫活人剣」
- 『わんぱく若殿』東京文芸社 1968
- 『伝七捕物帳』1968 (春陽文庫) 
  - 伝七捕物帳 十番手柄 桃源社 1973 (ポピュラー・ブックス)
  - 伝七捕物手柄 黒門町夜話 青樹社 1975
  - 美女夜叉 伝七捕物帳 巨朋社 1975
  - 伝七捕物帳 1976 (春陽文庫 全3巻) のち光文社文庫、徳間文庫
- 『花弁の復讐』東京文芸社 1968
- 『春色みだれ髪』双葉新書 1969
- 『荒獅子の男』東京文芸社 1970
- 『花ざかりの金沢 金さん奉行隠密旅』北国出版社 1970
- 『逆立ち大名』東京文芸社 1970 のち春陽文庫
- 『謎のさいころ男』青樹社 1971
- 『剣色三国志』東京文芸社 1971
- 『江戸っ子大名』青樹社 1971
- 『江戸の一匹狼』青樹社 1971
- 『わんぱく剣士』東京文芸社 1971 のち春陽文庫
- 『女人新選組』東京文芸社 1972
- 『騎馬奉行まかり通る』シリーズ
  - 騎馬奉行罷り通る 毎日新聞社 1972 のち春陽文庫
  - 長脇差奉行 1961 (春陽文庫)
  - 七人の武士 東京文芸社 1975 のち春陽文庫
  - 盗賊奉行 東京文芸社 1980 のち春陽文庫
- 『夕立喧嘩状』東京文芸社 1972
- 『投げ縄お銀』毎日新聞社 1972 「投げ縄お銀捕物帳」春陽文庫
- 『野獣六十万石』東京文芸社 1972
- 『大奥一代女』双葉新書 1972 のち春陽文庫
- 『刺青曼陀羅』東京文芸社 1972
- 『瓦版事件帳』実業之日本社 1973
- 『夏扇冬炉』日貿出版社 1973
- 『蟹兵衛横行』弘済出版社 1973(こだまブック)
- 『女人刺青伝』東京文芸社 1973
- 『笛吹く蛇』東京文芸社 1974
- 『隠密将軍と喧嘩大名』1975 (春陽文庫)
- 『らんまん剣士』1975 (春陽文庫)
- 『花弁の復讐』東京文芸社 1975
- 『わんぱく将軍』東京文芸社 1976 のち春陽文庫
- 『黄金万花峡』1977 (春陽文庫)
- 『影の人形師』1977 (春陽文庫)
- 『世直し魔剣』1977 (春陽文庫)
- 『街道伝奇』東京文芸社 1978
- 『闇を斬る十手』広済堂出版 1979
- 『新五捕物帳』双葉新書 1979 のち春陽文庫
- 『くろかみ秘蝶』1979 (春陽文庫)
- 『鳴門美女剣』1979 (春陽文庫)
- 『夕立けんか旅』1980 (春陽文庫)
- 『わんぱく東海道』1980 (春陽文庫)
- 『鍔鳴美剣士』1980 (春陽文庫)
- 『うきぐさ浪人』1981 (春陽文庫)
- 『風来坊侍』1981 (春陽文庫)
- 『花の一万石』1982 (春陽文庫)
- 『わんぱく姫奉行』1986 (春陽文庫)